# Pak Chol-ryong
Pak Chol-ryong (sinh ngày 3 tháng 11 năm 1988) là một cầu thủ bóng đá người CHDCND Triều Tiên.
Giai đoạn 2008-10, anh thi đấu cho FC Concordia Basel.

## Thống kê sự nghiệp câu lạc bộ
| Thành tích câu lạc bộ       | Thành tích câu lạc bộ | Thành tích câu lạc bộ | Giải vô địch | Giải vô địch | Cúp           | Cúp           | Cúp Liên đoàn | Cúp Liên đoàn | Châu lục | Châu lục  | Tổng | Tổng |
| --------------------------- | --------------------- | --------------------- | ------------ | ------------ | ------------- | ------------- | ------------- | ------------- | -------- | --------- | ---- | ---- |
| Câu lạc bộ !\| Giải vô địch | Số trận               | Bàn thắng             | Số trận      | Bàn thắng    | Số trận       | Bàn thắng     | Số trận       | Bàn thắng     | Số trận  | Bàn thắng |      |      |
| Switzerland                 | Switzerland           | Switzerland           | Giải vô địch | Giải vô địch | Schweizer Cup | Schweizer Cup | Cúp Liên đoàn | Cúp Liên đoàn | Châu Âu  | Châu Âu   | Tổng | Tổng |
| 08/09                       | FC Concordia Basel    | Challenge League      | 3            | 0            | 0             | 0             | -             | -             | -        | -         | 3    | 0    |
| 09/10                       | FC Concordia Basel    | 1. Liga Group 2       |              |              |               |               | -             | -             | -        | -         |      |      |
| Tổng                        | Quốc gia              | Quốc gia              | 3            | 0            | 0             | 0             | -             | -             | -        | -         | 3    | 0    |
| Tổng cộng sự nghiệp         | Tổng cộng sự nghiệp   | Tổng cộng sự nghiệp   | 3            | 0            | 0             | 0             |               |               |          |           | 3    | 0    |